# Пахометар
Пахометар је оптички уређај који се користи за пахометрију или методу мерење дебљина рожњаче и дубина предње очне коморе. 

## Релевантна анатомија
Рожњача је слој провидног ткива који покрива предњи део ока. Уобичајена дебљина рожњаче је између 500 и 600 микрона у њеном централном делу, а између 600 и 800 у периферном делу.
Како је дебљина рожњаче варијабла то треба узети у обзир приликом дијагнозе болести ока и током спровођења одређених третмана.

## Значај дебљине рожњаче
Рожњача је провидна мембране која се налази на предњем делу ока. Обично мери око 500 или 600 микрона у централном делу, а између 600 и 800  микрона у периферном делу. Важно је знати дебљину рожњаче пре него што се изведу одређене врсте операција. Такође је фактор који треба узети у обзир у дијагностици и праћењу одређених болести рожњаче или у случајевима  глаукома. 
Зато се пахиметрија обично изводи пре рефрактивне хирургије, нпр. код кератоконус, или за преглед пацијената за које се сумња да могу развити глауком. 

## Индикације
- Праћење  пацијената са  глаукомом, јер дебљина рожњаче мења мерење интраокуларног притиска, које се мора прилагодити.
- За припрему пацијента за  рефрактивну хирургију и њено постоперативно праћење (операције корекције рефрактивних дефеката ласерским техникама). Код ове врсте хирургије неопходно је да пацијент има минималну дебљину рожљаче, јер се током захвата њена дебљина модификује како би се кориговала миопија, далековидност или астигматизам.
- За праћење еволуције  болести рожњаче, да би се видело да ли постоји запаљење рожњаче (едем), стањивање, као што је случај код кератоконуса и  дистрофија рожњаче.
- За припрему и  праћење резултат операција рожњаче  (трансплантација рожњаче).
- Пре и постоперативна хирургија за имплантацију интрастромалних прстенова .
- Праћење глаукома  (повећан очни притисак), јер дебљина рожњаче утиче на очитавање очног притиска.

## Опис уређаја
Пахометар се састоји од светлосног извора, сочива и прореза. Уски усправни (вертикални) зрак светлости са прорезом усмерава се осно на рожњачу која се онда посматра под углом од 40°. Слика ока посматра се кроз стаклени блок (плочицу) која је подељена хоризонтално, једна половина је фиксирана (статична), а друга се може окретати по вертикалној оси. Ово омогућава слику предњег дела ока кроз хоризонтално подељен прорез, где ће доња слика бити статична, а горња покретљива померањем горњег стакленог блока (плочице). Код мерења дубине предње очне коморе, задња (дубња) површина рожњаче у полуслици (у једном делу слике ока) може се изједначити са предњом површином сочива у другој половини слике. Ово се постиже окретанјем покретног дела стакленог блока (плочице) а добијена вредност се чита на скали на врху инструмента.

## Поступак
Како овај једноставан тест захтева контакт са површином ока, обавезна је примена анестетичких капи за очи да би се избегла нелагодност код испитаника. Тест се може изводити са проширеним или непроширеном зеницом. Трајање теста је око 5 минута.
Након теста контактна сочива не треба носити дуже од 7 дана.

## Врсте пахиметрије
Тренутно постоје три врсте пахиметрије:

### Оптичка пахиметрија
То је бесконтактна пахиметрија (на основу разлика између рефлексија светлости).

### Ултразвучна пахиметрија
Тачније је. Мери дебљину рожњаче помоћу ултразвука на свакој тачки где је сонда постављена.
Да би се то спровело, користи се сонда која се зове пахимета , која се поставља у предњи део ока (рожњача) да би се измерила његова дебљина. Поступак је веома брз, не траје више од неколико минута. Претходно се на око примењује локални анестетик и поглед мора бити фиксиран на једној тачки док се подаци мерени сондом снимају. Ради се подједнако на оба ока.

### Кохерентна ласерска пахиметрија (ОЦТ)
То је бесконтактно и веома прецизна метода мерења. У овом случају, пахиметрија је интегрисана у оптичку кохерентну томографију (ОЦТ), која нам омогућава да одредимо различите вредности као што су преглед слика рожњаче, као и високо прецизна мерења дебљине рожњаче (пахиметрија).